# Дыши!
«Дыши!» (англ. Breathe) — американский художественный фильм в жанре боевик-триллер режиссёра Стефона Бристола, поставленный по сценарию Дага Саймона. Главные роли в фильме исполнили Милла Йовович, Дженнифер Хадсон, Куавенжане Уоллис, Common и Сэм Уортингтон. Выход фильма в США состоялся в апреле 2024 года.

## Сюжет
После разрушительной катастрофы на Земле не осталось растений, а уровень кислорода упал до 5%. Вместо того чтобы нормально общаться и работать сообща, выжившие создают искусственный конфликт и сражаются за «генератор кислорода», убивая друг друга и уничтожая машину. Выжившие в конфликте переходят к следующему месту, где есть генератор кислорода.

## В ролях
- Милла Йовович — Тесс
- Дженнифер Хадсон — Майя
- Куавенжане Уоллис — Зора
- Common — Дариус
- Сэм Уортингтон — Лукас
- Рауль Кастильо — Мика
- Дэн Мартин — Майк

## Выход
В России фильм вышел 11 апреля 2024. В США фильм вышел 26 апреля 2024 года в ограниченном количестве кинотеатров, видео по запросу и цифровых форматах.